# 川越庸一
川越 庸一（かわごえ よういち、1893年〈明治26年〉12月27日 - 1983年〈昭和58年〉6月3日）は、日本の実業家。「中京デトロイト化構想」の創案者。大同メタル工業創業者・社長・会長、相談役、名古屋YMCA理事長、豊田式自動織機自動車部初代部長を務めた。
藍綬褒章、勲四等瑞宝章受章、従五位。温かく飾らない謙虚な人柄で慕われた。名古屋商工会議所会頭を務めた佐々部晩穂氏
とは姻戚関係にある。

## 経歴
川越直夫の二男として、福岡市に生まれる。福岡県士族。1912年福岡県立中学修猷館を経て、1915年熊本高等工業学校機械工学科（現熊本大学工学部）を卒業する。在学中に自動車に大きな興味を覚え、卒業論文は自動車の設計図を提出している。
卒業後、外車の輸入販売会社である日本自動車に技師として入社するが、自動車先進国アメリカの技術を学び取らなければ日本の自動車工業を発展させることはできないと考え、単身渡米しデトロイトへ赴き、ハドソンやダッジの工場に職工として入社し自動車製造技術を修得した。
渡米中、日本において関東大震災が発生し、それまで米国内での対日感情は非常に良くない状況であったにもかかわらず、一変して援助運動が繰り広げられる光景を目にし、これがキリスト教の精神かと深い感銘を受け、その後キリスト教に帰依し洗礼を受けることになった。
帰国後、日本ゼネラル・モータース傘下代理店の昭和自動車のサービス部長を務めた。1933年豊田式織機（現在の豊和工業、並びにトヨタ自動車）に自動車部が設立されると初代部長に就任。1934年1月から自動車製造に取り掛かり、川越の設計によりバスを製造した。このバスは「キソコーチ号」と名付けられた。なお、1937年に同じ名古屋にあった岡本自転車工業が、陸軍の要請により小型四輪駆動車「岡本号」を製造しているが、この設計を手掛けたのも当時まだ豊田式織機自動車部長だった川越であった。
その後、豊田式自動織機を離れ川越工業所を設立。川越工業所を発展させ大同製鋼の支援を受け、1939年11月自動車用軸受メーカーの大同メタル工業を設立する。
1965年藍綬褒章受章。熱心なキリスト教徒であり、名古屋YMCA理事長を長年務めた。